# اللغة الحرسوسية
الحرسوسية هي إحدى لهجات اللغة المهرية يتحدثها 2000 شخص من قبيلة الحرسوسي المهري في جدة الحراسيس في ولاية هيماء بوسط عمان وفي ولاية أدم بمحافظة الداخلية .  
تنتمي الحرسوسية إلى مجموعة اللغات العربية الجنوبية الحديثة التي هي فرع من اللغات السامية الجنوبية التي تنتمي إلى العائلة الأفروآسيوية.
اللهجة الحرسوسية تعتبر من فروع اللغة المهرية، والذي يتحدث بها أبناء إقليم يمتد من داخلية عمان ( محافظة الداخلية ) حتى الحدود العمانية اليمنية ( محافظة المهرة ) . وتعتبر لهجة لأنها لم تكتب لها قواعد رغم وجودها. كتب الكثير من الأكاديميين والرحالة عن هذه اللهجة كالباحثة ميرندا موريس والباحثة الإماراتية جميلة الظاهري والتي سلّطت الضوء ولأول مرة على لهجة لم ينتبه إليها أحد. كما أن هناك العديد من اللهجات في جنوب الخليج العربي تحتاج إلى مزيد من الدراسة منها المهرية والشحرية والسقطرية. المتحدثون بها يتحدثون العربية كذلك.